# Aloe aristata
Aloe aristata ist eine Pflanzenart der Gattung der Aloen in der Unterfamilie der Affodillgewächse (Asphodeloideae). Das Artepitheton aristata stammt aus dem Lateinischen, bedeutet ‚begrannt‘ und verweist auf die grannenartigen Blattspitzen der Art.

## Beschreibung

### Vegetative Merkmale
Aloe aristata wächst stammlos, nur selten einzeln und bildet in der Regel dichte Klumpen, die aus bis zu zwölf Rosetten bestehen. Ihre 100 bis 150 lanzettlichen grünen Laubblätter laufen in eine lange, trockene, grannenartige Borste aus. Die Blattspreite ist 8 bis 10 Zentimeter lang und 1 bis 1,5 Zentimeter breit. Auf der Blattoberfläche befinden sich zerstreute kleine weiße Flecken, die auf der Unterseite zahlreicher und manchmal mehr oder weniger in Querbändern angeordnet sind. Auf der Blattoberseite befinden sich nahe der Blattspitze mehrere weiche weiße Stachelchen. Auf der Blattunterseite sind die weichen weißen Stachelchen in ein oder zwei Reihen nahe der Blattspitze angeordnet. An den Blatträndern sitzen 1 bis 2 Millimeter voneinander entfernt, 1 bis 2 Millimeter lange weiche weiße Zähne.  

### Blütenstände und Blüten
Der nur gelegentlich einfache Blütenstand besteht in der Regel aus zwei bis sechs Zweigen und erreicht eine Höhe von 50 Zentimetern. Die aus 20 bis 30 Einzelblüten bestehende lockere, fast kopfige Traube ist 15 bis 20 Zentimeter lang und 12 bis 15 Zentimeter breit. Ihre  Brakteen sind 11 bis 12 Millimeter lang. Die an der Oberseite jaspisroten und an der Unterseite helleren Blüten werden von 35 Millimeter langen Blütenstielen getragen. Sie sind 40 Millimeter lang, an ihrer Basis gerundet und weisen auf der Höhe des Fruchtknotens einen Durchmesser von 7 Millimeter auf. Darüber sind die Blüten leicht auf 6 Millimeter verengt und zur Mündung hin erweitert. Die äußeren Perigonblätter sind auf einer Länge von 7 Millimetern nicht miteinander verwachsen. Die Staubblätter und der Griffel ragen 1 bis 2 Millimeter aus der Blütenhülle heraus.

### Genetik
Die Chromosomenzahl für Aloe aristata ist {\displaystyle 2n=14}.

## Systematik und Verbreitung
Aloe aristata ist in den südafrikanischen Provinzen Nordkap, Westkap, Ostkap, Freistaat und KwaZulu-Natal sowie in Lesotho auf sandigen Ebenen bis grasigen Berghängen verbreitet.
Die Erstbeschreibung durch Adrian Hardy Haworth wurde 1825 veröffentlicht. Synonyme sind Aloe longiaristata Schult. & Schult.f. (1829), Aloe aristata var. leiophylla Baker (1880), Aloe aristata var. parviflora Baker (1896) und Aloe ellenbergii Guillaumin (1934).

## Nachweise